# عائلة بن لادن: عائلة عربية في عصر أمريكي
عائلة بن لادن: عائلة عربية في عصر أمريكي هو الكتاب الأكثر مبيعًا في نيويورك تايمز من تأليف ستيف كول الحائز على جائزة بوليتزر مرتين في عام 2008. يوضح الكتاب قصة صعود عائلة بن لادن إلى السلطة والامتياز، حيث كشف تحقيق كول الصحفي كيف أثرت التأثيرات الأمريكية على الأسرة وكيف قاد أحد أفراد الأسرة أسامة بن لادن تمردًا غيّّر الولايات المتحدة الأمريكية.